# 押海丁氏
押海丁氏（韓語：압해정씨）的本貫在朝鮮半島南部的全羅南道羅州押海，是羅州丁氏的分支。其始祖丁德盛是唐代文科进士翰林院大学士。根據韓國在1985年的人口統計，押海丁氏在全國有人口約14萬人，當中在羅州定居的有62,554人，在押海的有55,893人。

## 始祖
据《唐帝列传-唐宪宗》、《登科记》、《丁氏谱谋》载：丁德盛（公元800—894年）号大阳君，唐代南阳大川里（今河南省南阳市唐河县大河屯镇）人，为唐元和十年文科进土，历任太子宫说书、翰林院学士。后平蔡立功，封开国县伯，食邑700户。因其真言上谏，触怒了皇帝。大中年间受杖责，大中七年(853年)，丁德盛被流放新罗，以20年为限，落籍押海郡，封号吴城君。唐懿宗咸通十四年（873年），皇帝先后二次下诏宥还，均被婉拒。昭宗乾宁元年（894年）三月初一，丁德盛卒于新罗押海郡，享年94岁，其墓在押海政丞洞。其妻高氏，号潘阳夫人，唐御史高应寅之女。

## 寻祖
- 1996年10月，韩国丁氏大宗会副会长、丁氏韩中文化交流会会长、纽高商事社长丁丙泰首次到唐河寻祖，表达了韩国丁氏宗亲寻根谒祖之愿望。
- 1997年8月，丁丙泰出资在唐河大河屯镇丁营村竖立“丁德盛故里”碑。
- 1998年10月，韩国丁氏大宗会会长丁炳锡，率23人的寻根谒祖团在唐河寻根。
- 1999年7月，韩国丁氏大宗会首席顾问、中文学博士丁奎福教授及大宗会理事、西洋画家丁秀英在唐河县进行7天访问。
- 2000年3月，韩国前国会议长、立法院长、丁氏大宗会终身名誉会长丁来赫，率丁氏宗亲寻根谒祖团一行13人，到唐河县访问。
- 2001年10月，韩国丁氏大宗会副会长丁海昌、大宗会总务理事丁苍海，率16人的丁氏宗亲寻根谒祖团，到唐河大河屯镇丁营村，举行“唐大阳君丁德盛公追慕碑”揭幕仪式。
- 2002年4月，韩国纽高商事社长丁丙泰到唐河访问，与大河屯镇签订了筹建山药加工合作项目的协议。
- 2007年4月，韩国丁氏大宗会副会长丁在南率21人代表团来唐河县寻根谒祖。
- 2015年9月3日，韩国押海丁氏大宗会总务委员、押海丁氏光州全南宗亲会会长丁东业带领韩国丁氏代表24人在唐河县寻根谒祖。[2]